# Andrij Sztoharenko
Andrij Jakowycz Sztoharenko (ukr. Андрiй Якович Штогаренко, ur. 2 października?/15 października 1902 we wsi Nowyje Kajdaki obecnie w składzie Dniepru, zm. 15 listopada 1992 w Kijowie) – ukraiński radziecki kompozytor i pedagog, Ludowy Artysta ZSRR (1972).

## Życiorys
Urodził się w rodzinie robotniczej. Od dzieciństwa był związany z muzyką, biorąc udział w zespołach ludowych instrumentalistów, uczęszczał też na zajęcia muzyczne podczas nauki w szkole. Zaczął tworzyć w 1931, podczas studiów skomponował kilka chóralnych i wokalnych utworów symfonicznych, w 1936 ukończył studia na Wydziale Kompozytorskim Charkowskiego Instytutu Muzyczno-Dramatycznego. Komponował symfonie, kantaty, suity chóralne i symfoniczne, poematy utwory kameralno-instrumentalne i wokalne, tworząc muzykę pełną emocji, żywiołową i wyróżniającą się wysokim cywilnym patosem. Poza komponowaniem zajmował się aranżacją pieśni ludowych na głos i orkiestrę symfoniczną. W latach wojny ZSRR z Niemcami pieśń chóralna stała się wiodącym gatunkiem jego twórczości. W 1954 został kierownikiem katedry, później profesorem i rektorem konserwatorium. Od 1937 był zastępcą przewodniczącego charkowskiego oddziału Związku Kompozytorów, w 1939 został członkiem zarządu, od 1947 do 1956 był zastępcą przewodniczącego, a 1968-1989 przewodniczącym Zarządu Związku Kompozytorów Ukrainy, jednocześnie od 1948 członkiem Zarządu i sekretarzem Związku Kompozytorów ZSRR. Dzięki jego staraniom w 1962 w Kijowie zorganizowano Międzynarodowy Konkurs Muzyczny im. Nikołaja Łysenki. Zasiadał w jury IV i V Międzynarodowego Konkursu im. Piotra Czajkowskiego w specjalności wokal i fortepian (w 1970 i 1974).

## Odznaczenia i nagrody
- Medal Sierp i Młot Bohatera Pracy Socjalistycznej (14 października 1982)
- Order Lenina (dwukrotnie, 24 listopada 1960 i 14 października 1982)
- Order Rewolucji Październikowej (1971)
- Order Czerwonego Sztandaru Pracy (1948)
- Nagroda Stalinowska (dwukrotnie, 1946 i 1972)
- Nagroda Państwowa Ukraińskiej SRR im. Tarasa Szewczenki (1974)
- Order Cyryla i Metodego I klasy (Ludowa Republika Bułgarii, 1971)